# Kranosphaera haptomela
Kranosphaera haptomela là một loài chân đều trong họ Sphaeromatidae. Loài này được Bruce miêu tả khoa học năm 1992.